# Nikola Vlašić
Nikola Vlašić (* 4. Oktober 1997 in Split) ist ein kroatischer Fußballspieler. Der offensive Mittelfeldspieler steht beim FC Turin unter Vertrag und ist A-Nationalspieler.
Seine ältere Schwester ist die Hochspringerin Blanka Vlašić (* 1983), sein Vater der Zehnkämpfer Joško Vlašić.

## Karriere

### Vereine
Vlašić begann 2006 beim NK Omladinac Vranjic und wechselte 2009 in die Jugendabteilung des Hajduk Split. Zur Saison 2014/15 rückte er dort zur ersten Mannschaft auf.
Am 20. Juli 2014 debütierte Vlašić beim 1:1 gegen NK Istra 1961 im Alter von 16 Jahren in der 1. HNL. Sein erstes Tor erzielte er am 2. November 2014 zum 3:0-Endstand gegen den NK Zadar. In seiner ersten Spielzeit kam er auf 27 Einsätze und drei Tore. Am 31. August 2017 bestätigte der englische Erstligist FC Everton den Transfer des Spielers und den Abschluss eines Vertrages über fünf Jahre.
Die Saison 2018/19 spielte Vlašić auf Leihbasis beim PFK ZSKA Moskau in der Premjer-Liga. Mit dem Verein spielte er in der Champions League und traf in den ersten beiden Gruppenspielen gegen Viktoria Pilsen (2:2) und Real Madrid (1:0) jeweils einmal. Am Saisonende wurde er fest verpflichtet. Zur Saison 2021/22 wechselte er zu West Ham United in die Premier League.
Im August 2022 wurde er bis zum Ende der Saison 2022/23 an den italienischen Erstligisten FC Turin verliehen. Im August 2023 wurde er fest durch Turin verpflichtet.

### Nationalmannschaft
Vlašić durchlief von der U16 an alle Jugendnationalmannschaften des kroatischen Fußballverbandes. Am 3. September 2014 debütierte er beim 1:0-Sieg gegen Georgien in der U21-Auswahl und kam für diese insgesamt 19-mal zum Einsatz. Am 27. Mai 2017 spielte er beim 2:1-Testspielerfolg gegen Mexiko erstmals für die A-Nationalmannschaft.
Bei der Europameisterschaft 2021 war er Bestandteil des kroatischen Kaders, welcher bei dem Turnier im Achtelfinale gegen Spanien ausschied. Auch bei der Weltmeisterschaft 2022 in Katar stand er im Aufgebot und belegte mit seiner Mannschaft den dritten Platz.

## Erfolge
Nationalmannschaft
- WM-Dritter: 2022